# LHA 120-N 55
LHA 120-N 55 is een emissienevel in de Grote Magelhaense Wolk (GMW). Het is een gloeiende wolk gas en stof die zijn lichtopbrengst krijgt door de ionisatie van waterstofatomen. Hij kreeg zijn naam in 1956, in een catalogus van Karl Henize van H-alfa emissielijnobjecten in de GMW.
Er zijn meerdere dichte moleculaire wolken gedetecteerd, waarvan er ten minste vijftien jonge stellaire objecten bevatten.